# والتر مور
والتر مور (بالإنجليزية: Walter Moore)‏ (1 يناير 1899 في المملكة المتحدة - 1 يناير 1949 في المملكة المتحدة) هو لاعب كرة قدم بريطاني (وحمل سابقاً جنسية المملكة المتحدة لبريطانيا العظمى وأيرلندا) في مركز الظهير. لعب مع نادي نيلسون وWath Athletic F.C. ‏.